# Союз кинематографистов СССР
Сою́з кинематографи́стов СССР — общественная организация (творческий союз), объединявшая деятелей советского кинематографа. Награждён орденом Ленина (1971).

## История
Союз был создан в ноябре 1965 года на Учредительном съезде кинематографистов СССР (оргкомитет Союза был основан в 1957 году).
Высший руководящий орган — съезд, созываемый раз в пять лет. Исполнительный орган — правление.
В июне 1990 года решением VI съезда преобразован в Федерацию союзов кинематографистов СССР. Председатель — Давлатназар Худоназаров.
В мае 1991 года Федерация СК СССР реорганизована в Конфедерацию союзов кинематографистов.

## Наградная деятельность
Золотая медаль имени А. П. Довженко — эту награду организация вручала совместно с Госкино и ГПУ СА и ВМФ СССР.

## Руководство
Первый секретарь правления
- В 1957—1965 годах — Иван Пырьев
- В 1965—1971 годах — Лев Кулиджанов
- В 1971—1986 годах — Будимир Метальников
- В 1988—1990 годах — и. о. первого секретаря — Андрей Смирнов

Руководство Конфедерации союза кинематографистов СНГ
- 2016—2017 — Рустам Ибрагимбеков